# Hugo Thielen
Hugo Thielen (né le 11 juin 1946 à Eschweiler) est un éditeur d'édition indépendant.

## Biographie
Il étudie l'allemand, la philosophie et l'éducation à Bonn à partir de 1966 ; Diplôme : Master of Arts (MA) et examen d'État. À Hanovre depuis 1973, il est éditeur/conférencier à temps plein et à temps partiel pour divers éditeurs (Schroedel Schulbuchverlag, Hanovre, jusqu'en 1981 ; Verlag Th Schäfer, Hanovre, jusqu'en 1995 ; également pour PostSkriptum Verlag, Hanovre ; Hirschgraben Verlag, Francfort/M . ; le Zu Klampe Verlag, Lüneburg/Springe, ainsi que pour le Lutherisches Verlagshaus, Hanovre). De 1983 à 1995, il est critique musical indépendant pour le Hannoversche Allgemeine Zeitung (HAZ).
Il est co-auteur (aux côtés d'Helmut Knocke) du Kunst- und Kultur-Lexikon Hannover, publié en 1994, dans la 4e édition 2007 par Zu Klampe Verlag, Springe. Il est également coéditeur, auteur et concepteur du Hanover Biographical Lexicon (2002) et du Stadtlexikon Hannover.

## Travaux
- Helmut Knocke, Hugo Thielen: Hannover. Kunst- und Kultur-Lexikon (de): Handbuch und Stadtführer. Hrsg.: Dirk Böttcher, Klaus Mlynek, Zu Klampen Verlag 2007
- Dirk Böttcher, Klaus Mlynek, Waldemar R. Röhrbein (Hrsg.): Hannoversches Biographisches Lexikon. Schlütersche, Hannover 2002  (ISBN 3-87706-706-9).
- Klaus Mlynek, Waldemar R. Röhrbein, Dirk Böttcher, Hugo Thielen (Hrsg.): Stadt Lexikon Hannover. Von den Anfängen bis in die Gegenwart.  Schlütersche, Hannover 2009  (ISBN 978-3-89993-662-9).
- Waldemar R. Röhrbein (Hrsg.), Hugo Thielen (Bearb.): Jüdische Persönlichkeiten in Hannovers Geschichte, vollständig überarbeitete, erweiterte und aktualisierte Neuauflage, Hannover: Lutherisches Verlagshaus, 2013  (ISBN 978-3-7859-1163-1)